# Sárgahasú mormota

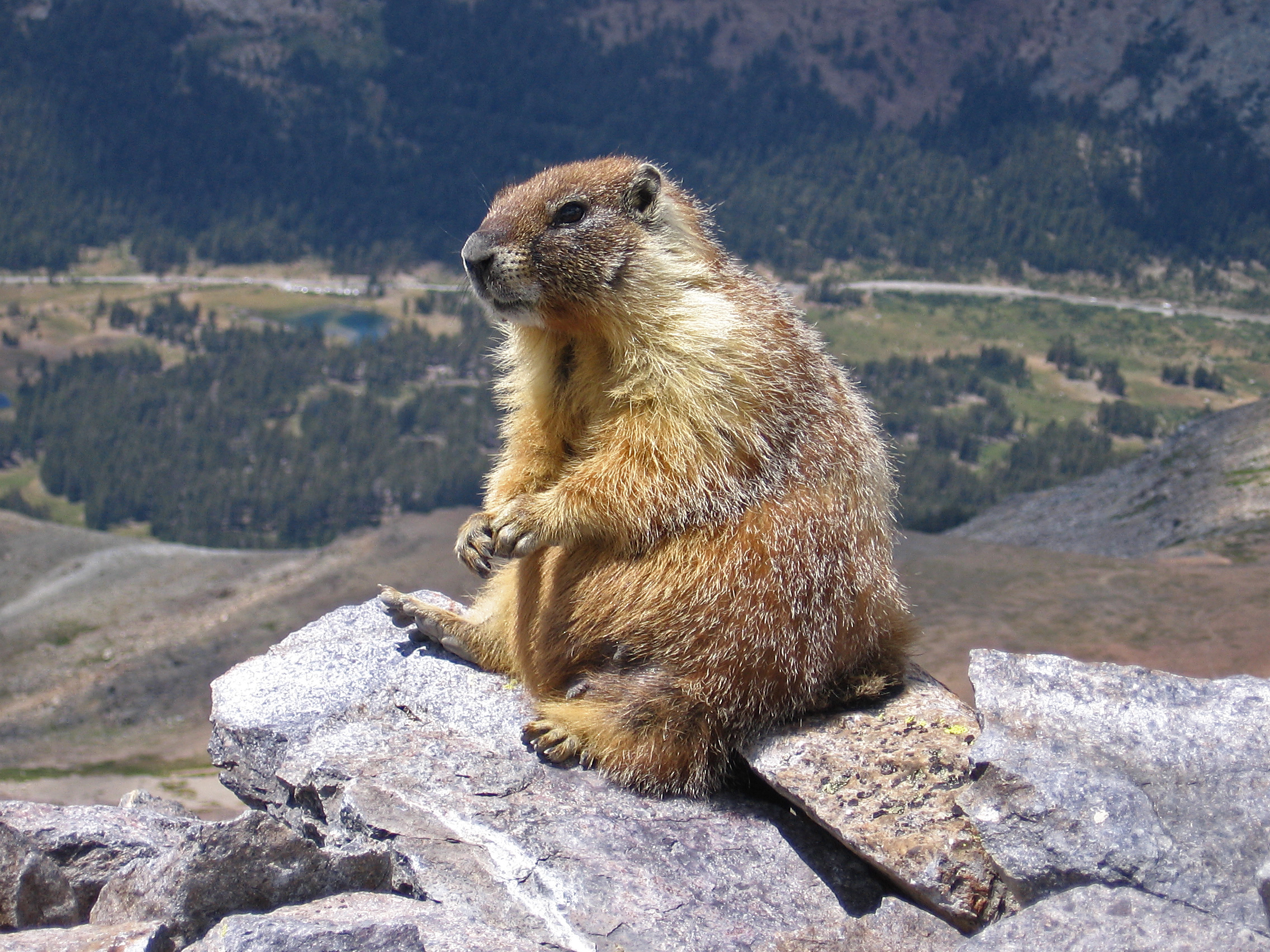

A sárgahasú mormota (Marmota flaviventris) az emlősök (Mammalia) osztályának a rágcsálók (Rodentia) rendjébe, ezen belül a mókusfélék (Sciuridae) családjába és a földimókusformák (Xerinae) alcsaládjába tartozó faj.

## Előfordulása
Kanada és az Amerikai Egyesült Államok nyugati részén él. Elterjedési területébe beletartozik a Sziklás-hegység vidéke és a Sierra Nevada környéke is. Változatos élőhelyei az alpesi térségektől az erdőkig, tisztásokig és félsivatagokig terjednek.

## Alfajai
- Marmota flaviventris flaviventris Audubon & Bachman, 1841
- Marmota flaviventris avara Bangs, 1899
- Marmota flaviventris dacota Merriam, 1889
- Marmota flaviventris luteola A. H. Howell, 1914
- Marmota flaviventris nosophora A. H. Howell, 1914
- Marmota flaviventris notioros Warren, 1934
- Marmota flaviventris obscura A. H. Howell, 1914

## Megjelenése
Az állat fej-törzs-hossza 35-40 centiméter, farok hossza 13-22 centiméter, testtömege 2-7 kilogramm, a téli álom előtt súlya megnő. Teste, mint a mormotáknál általában, zömök, lábai rövidek, karmai jól fejlettek. Külső fedőszőrzetet visel, amely sárgásbarna, vörösesbarna színű. Egyes példányok feketék is lehetnek. Ez alatt puha, meleg alsó szőrréteg van, amely a hosszú téli álom alatt védi a hidegtől. A három farmirigyből erős, mósusszerű szag árad, amely valószínűleg a felismerést szolgálja. Ásáshoz és táplálkozáshoz használt kifejlett vágófogai egész élete során nőnek.

## Életmódja
Az erdei mormota kisebb csoportokban él, és 8 hónapon keresztül téli álmot alszik. Néha álbejáratot is ás az igazi bejárat közelében, amely zsákutca, és az ellenség megtévesztését szolgálja. E bejárat körül az állat földet szór szét. Az igazi bejáratot viszont alulról ássa, így az nehezen található meg.
Főként reggel és késő délután táplálkozik. Napközben az egyetlen hímből és több nőstényből álló kolónia tagjai napoznak és bundájukat tisztogatják. 
Változatos élőhelyeihez alkalmazkodva tápláléka is változatos, fűfélék, lágyszárúnövények és magvak.
Ragadozói - a prérifarkas, a vörös hiúz, a ragadozó madarak és baglyok - elől járatába menekül.
Ősszel elkezdi hosszú, akár nyolc hónapig is tartó nyugalmi időszakát járatának mélyén.

## Szaporodása
Az ivarérettséget egyéves korban éri el. A párzási időszak március–április között van. A vemhesség 31-32 napig tart, ennek végén 3-4 utód jön a világra. Az utódok születésükkor vakok és csupaszok, egy hónappal később kinyílnak szemeik és ezután két hónapra rá az anyjuk kiűzi őket a fészekből. A nőstény évente csak egy almot ellik.

## Képek
|  |  |

### Fordítás
- Ez a szócikk részben vagy egészben  a   Yellow-bellied Marmot című angol Wikipédia-szócikk ezen változatának fordításán alapul.  Az eredeti cikk szerkesztőit annak laptörténete sorolja fel. Ez a jelzés csupán a megfogalmazás eredetét és a szerzői jogokat jelzi, nem szolgál a cikkben szereplő információk forrásmegjelöléseként.